# Madama Butterfly
Madama Butterfly è un'opera in tre atti di Giacomo Puccini su libretto di Giuseppe Giacosa e Luigi Illica, definita nello spartito e nel libretto "tragedia giapponese" e dedicata alla regina Elena, all'epoca sovrana consorte d'Italia.
La prima rappresentazione ebbe luogo al Teatro alla Scala di Milano, il 17 febbraio 1904, della stagione di Carnevale e Quaresima.

## Genesi dell'opera
Puccini scelse il soggetto della sua sesta opera dopo aver assistito al Duke of York Theatre di Londra, nel giugno 1900, alla tragedia in un atto Madame Butterfly di David Belasco, a sua volta tratta da un racconto dell'americano John Luther Long dal titolo Madame Butterfly, apparso nel 1898.
Iniziata nel 1901, la composizione procedette con numerose interruzioni: l'orchestrazione venne avviata nel novembre del 1902 e portata a termine nel settembre dell'anno seguente e soltanto il 27 Dicembre 1903 l'opera poté dirsi completa in ogni sua parte.
Per realizzare il dramma, Puccini si documentò senza sosta e minuziosamente sui vari elementi orientali che aveva ritenuto necessario inserirvi. Lo aiutarono particolarmente una nota attrice giapponese, Sada Yacco, e la moglie dell'ambasciatore nipponico con la quale parlò in Italia facendosi descrivere usi e costumi del popolo orientale. Da ricordare che pure Gaetano Pini-Corsi ricoprì un ruolo fondamentale in quanto diede vita a personaggi importanti per l'opera quali Goro. I costumi al debutto alla Scala di Milano furono disegnati da Giuseppe Palanti.

## Il debutto dell'opera

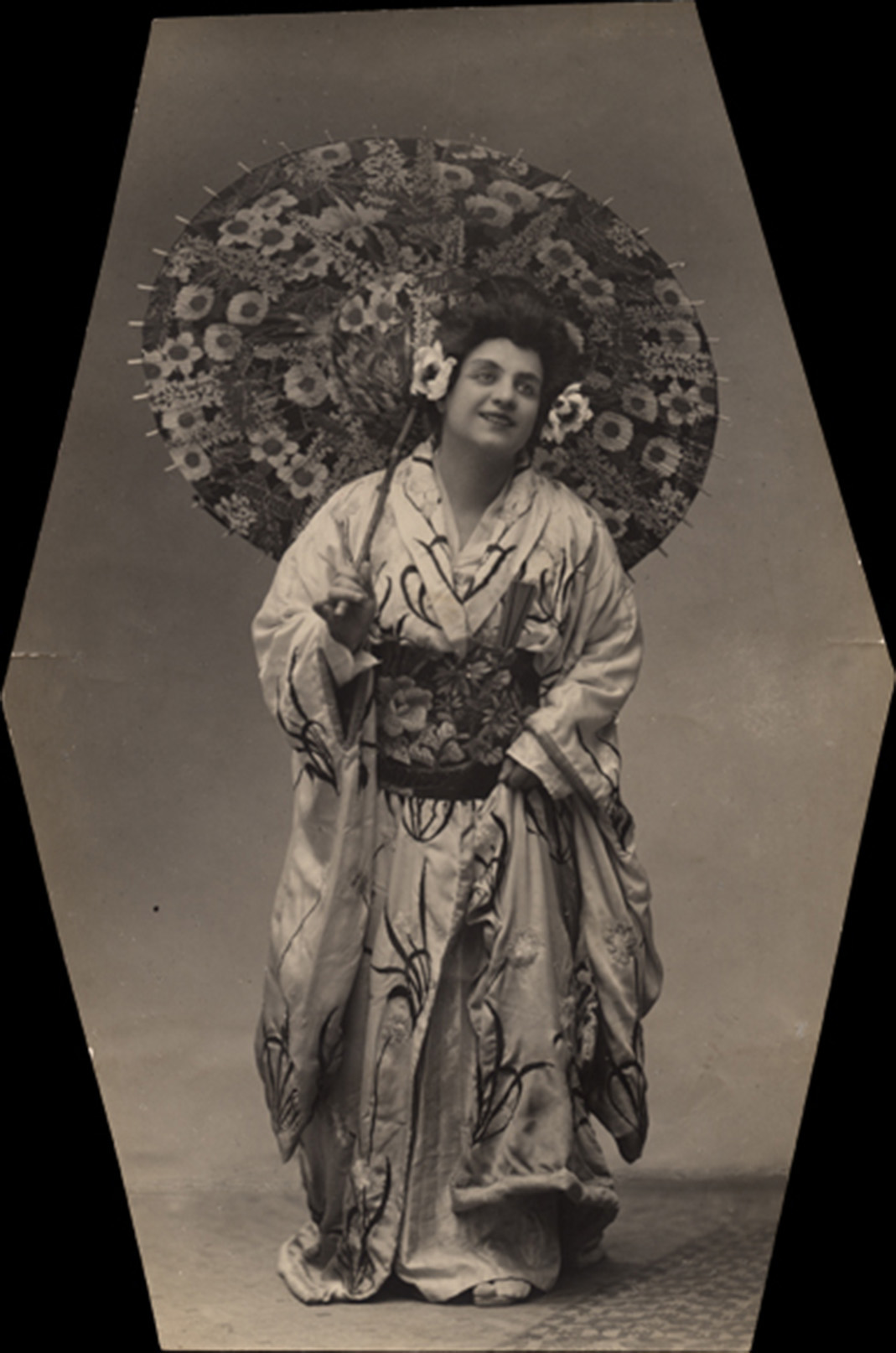
Rosina Storchio come Cio-Cio-San nel debutto dell'opera

La sera del 17 febbraio 1904, nonostante l'attesa e la grande fiducia dei suoi artefici in Rosina Storchio, all'apice della sua carriera, Giovanni Zenatello e Giuseppe De Luca oltre che nella direzione di Cleofonte Campanini, grande talento che aveva preparato l'opera con molta cura, Madama Butterfly cadde clamorosamente al Teatro alla Scala di Milano.
Il clima di tale débâcle è ben descritto da una delle sorelle di Puccini, Ramelde, in una lettera al marito:
In ragione del fatto che l'edizione milanese dell'opera fu sostanzialmente la stessa che poco dopo trionfò a Brescia, gli studiosi hanno incontrato difficoltà nel giustificare il fiasco alla Scala.
Il direttore d'orchestra Pinchas Steinberg, Giulio Ricordi e Puccini stesso avanzarono l'ipotesi che attorno all'autore e all'opera fosse stato costruito ad arte un clima d'ostilità, poi sconfitto dal palese valore dell'opera. L'ipotesi del complotto è confermata anche dalle sensazioni di Puccini, che scrivendo all'amico Camillo Bondi riferì d'una ubriacatura d'odio nell'ambito della quale si dovette tenere la prima scaligera: 
così come dalla cronaca di Giulio Ricordi, stilata poche settimane dopo:

## Versioni successive

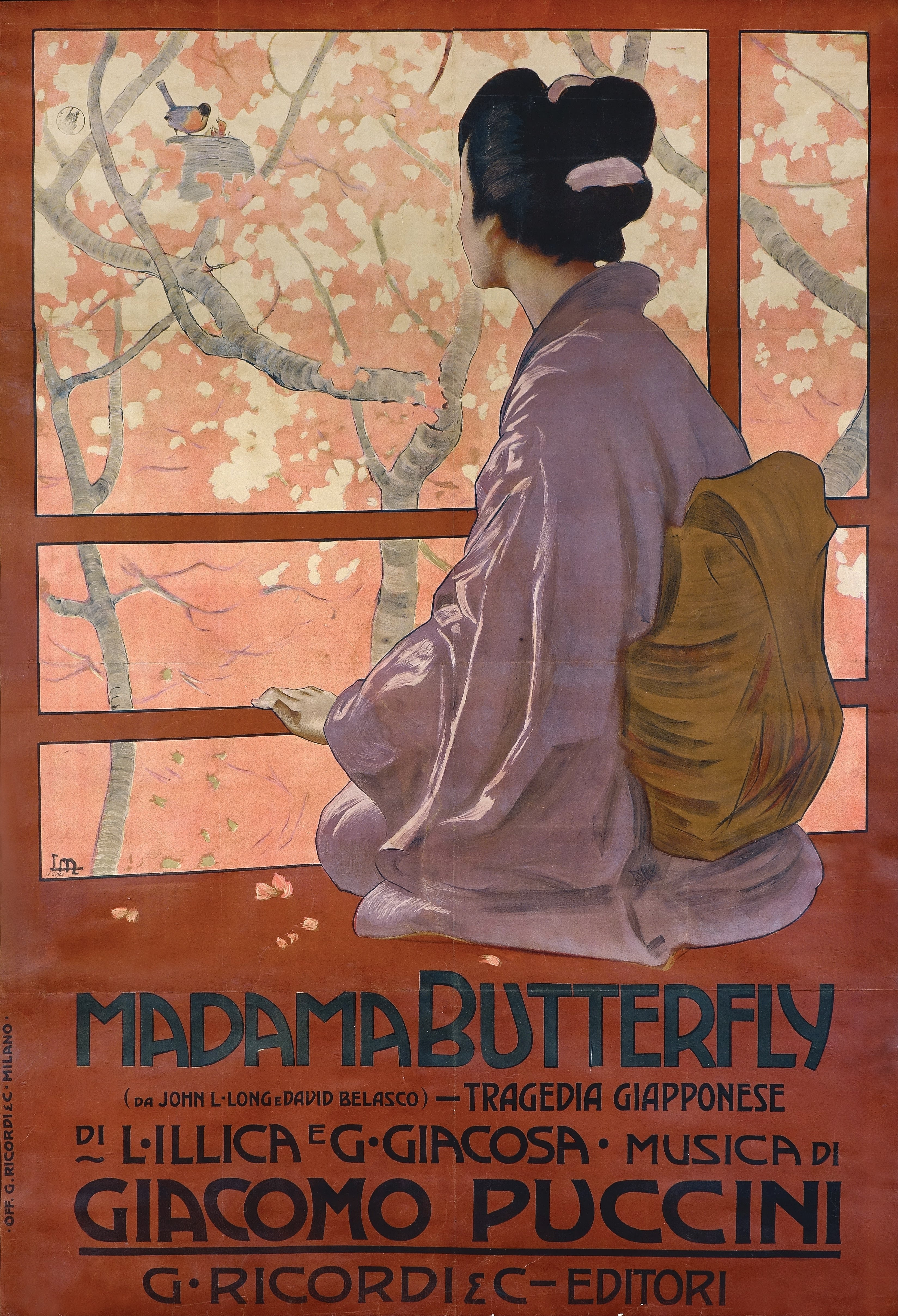
Madama Butterfly in un'illustrazione di Leopoldo Metlicovitz

Il fiasco spinse autore e editore a ritirare immediatamente lo spartito, per sottoporre l'opera ad un'accurata revisione che, attraverso l'eliminazione di alcuni dettagli e la modifica di alcune scene e situazioni, la rese più agile e proporzionata. Puccini inserì anche una nuova aria per Pinkerton, «Addio, fiorito asil». Una delle più importanti modifiche è tuttavia puramente musicale e riguarda la linea vocale dell'aria del suicidio di Butterfly.
Nella nuova veste, Madama Butterfly, interpretata da Solomija Krušel'nyc'ka e Zenatello diretta da Campanini, venne accolta entusiasticamente al Teatro Grande di Brescia appena tre mesi dopo, il 28 maggio, e da quel giorno iniziò la sua seconda, fortunata esistenza.
Al Teatro Regio di Torino, avviene la prima rappresentazione nella terza versione, il 2 gennaio 1906 con la Krušel'nyc'ka diretta da Arturo Toscanini. Nello stesso mese, per il San Carlo di Napoli, Puccini volle invece Maria Farneti, che chiamò anche nel 1908 al teatro Costanzi di Roma.
La partitura e gli effetti scenici vengono ulteriormente ritoccati da Puccini fino al 1907, prima per la rappresentazione dell'opera al Royal Opera House, Covent Garden di Londra il 10 luglio 1905, poi per quella del 1906 al Théâtre National de l'Opéra-Comique di Parigi.
Al Metropolitan Opera House di New York la première è stata l'11 febbraio 1907 con Geraldine Farrar, Enrico Caruso, Louise Homer ed Antonio Scotti con la supervisione del compositore. Al Metropolitan fino al 2016 ha avuto 868 recite risultando la settima opera maggiormente eseguita.
Nel 1920 Puccini tornò nuovamente sulla partitura, ripristinando nel primo atto un assolo di Yakusidé, lo zio ubriacone della protagonista. È possibile che il cambiamento fosse anche mirato a combattere la prassi di tagliare un breve episodio in concertato, che nella versione del 1907 era rimasto l'unico brano a cui prendeva parte lo zio Yakusidé. Tagliandolo, i teatri evitavano di scritturare un cantante. L'editore Ricordi non pubblicò mai la nuova versione, col risultato che oggi l'arietta non viene eseguita e, soprattutto, il concertato continua ad essere quasi sempre tagliato.
Il 22 giugno 2024, a bordo dell'incrociatore portaeromobili Giuseppe Garibaldi (C 551), diviene la prima opera lirica ad essere portata in scena su una nave militare.

## Trama

### Atto I
Siamo all'inizio del XX secolo a Nagasaki. Benjamin Franklin Pinkerton (tenore), giovane ufficiale della marina degli Stati Uniti, sbarcato in Giappone si unisce in matrimonio con una ragazza quindicenne di nome Cio Cio-san (in giapponese 蝶蝶さん, Chōchō-san), che significa Madama (San) Farfalla (蝶?, Chō), in inglese Madama Butterfly (soprano), nome col quale viene chiamata dopo le nozze per sancire la fedeltà al marito. 
Le nozze sono fortemente volute da entrambi gli sposi: Cio Cio-san, caduta in disgrazia dopo il seppuku del padre, è stata infatti costretta a diventare una geisha e spera di riabilitarsi mediante il matrimonio; Pinkerton, dal canto suo, la sposa per puro spirito di avventura, consapevole di avere secondo le usanze locali il diritto di abbandonare la moglie anche dopo un solo mese.
Durante la cerimonia irrompe lo zio bonzo di Cio Cio-san, che disereda la ragazza poiché, per sposare Pinkerton, ella ha rinunciato al suo legittimo nome e al buddhismo per abbracciare il cristianesimo. Abbandonata per sempre la sua famiglia, Cio Cio-san si lega ardentemente al marito appena sposato col quale si prepara a consumare.

### Atto II
Sono passati tre anni da quando Pinkerton è ritornato in patria abbandonando la giovanissima sposa, che vive nella casa lasciatale dal marito assieme alla fedele serva Suzuki. La dimora sta andando in malora e la somma di denaro lasciata da Pinkerton è vicina a esaurirsi; Suzuki ha ormai realizzato che l'uomo non tornerà, ma Cio Cio-san, forte di un amore ardente e tenace, pur struggendosi nella lunga attesa continua a ripetere a tutti la sua incrollabile fiducia nel ritorno dell'amato.
Un giorno riceve la visita del console Sharpless (baritono), venuto a sincerarsi delle condizioni della donna; vedendo quanto lei si illuda, le suggerisce di accettare la corte del principe Yamadori, che vorrebbe sposarla ma che lei rifiuta ostinatamente poiché si considera ancora legata a Pinkerton.
Cio Cio-san reagisce mostrandogli il figlio che ha avuto con Pinkerton prima che partisse, e che ha nascosto a tutti, compreso il marito: se questi non tornerà, poiché è stata allontanata dalla famiglia di provenienza, a lei non resterà che ridiventare geisha per mantenere il figlio, sorte a cui ella preferisce la morte.
Successivamente Cio Cio-san scruta l'orizzonte e vede apparire la nave su cui era imbarcato il suo amato: convinta che sia tornato per lei, la donna esulta e insieme a Suzuki addobba la casa per accoglierlo degnamente; le due donne e il bambino restano in attesa per tutta la notte, ma nessuno si presenta.

### Atto III
Cio Cio-san, dopo la notte insonne passata ad aspettare Pinkerton, è ormai disillusa e si rassegna al suo fato. Mentre riposa, il suo amato si presenta presso la loro casa, accompagnato da Sharpless e dalla giovane Kate, da lui sposata regolarmente negli Stati Uniti.
L'uomo rivela a Suzuki che è venuto a prendersi il bambino per portarlo con sé in patria ed educarlo secondo gli usi occidentali. Ma, quando Pinkerton vede come Butterfly ha decorato la casa per il suo ritorno, si rende conto di aver commesso un grosso errore. Ammette di essere un codardo e di non poterla affrontare, lasciando Suzuki, Sharpless e Kate a dare la notizia alla donna. 
Questa accetta di rinunciare a suo figlio purché Pinkerton venga di persona a vederla. La sua grande illusione, la felicità sognata accanto all'uomo amato, è svanita del tutto. Decide quindi di scomparire dalla scena del mondo, in silenzio, senza clamore; dopo aver affidato il figlio alle cure di Pinkerton e Kate, lo pone su una stuoia e gli fa voltare il viso verso sinistra, gli mette tra le mani una piccola bandiera americana e una bambolina mentre con delicatezza lo benda.
Nella struggente e drammatica scena finale, Cio Cio-san prega le statue dei suoi dei ancestrali, dice addio al figlio, chiude la porta e si posiziona dietro un paravento. Butterfly si colpisce (secondo l'usanza giapponese denominata jigai) con un tantō ereditato dal padre, al quale era stato dato dal Mikado perché si suicidasse, che presentava le parole "con onor muore chi non può serbar vita con onore" incise sulla lama; si trascina verso il figlio e gli cade vicino. 
Si sente da lontano la voce di Pinkerton che grida "Butterfly! Butterfly!", quindi egli entra, insieme a Sharpless, nella stanza di Butterfly per chiederle scusa, ma è troppo tardi e la trova ormai morta, mentre il bambino, bendato, gioca con una bambola e la bandierina, ignaro di tutto.

## Organico orchestrale
La partitura di Puccini prevede l'uso di:
- 3 flauti (III. anche ottavino), 2 oboi, corno inglese, 2 clarinetti, clarinetto basso, 2 fagotti
- 4 corni, 3 trombe, 3 tromboni, trombone basso
- timpani, tamburo, triangolo, piatti, tam-tam, grancassa, campanelli a tastiera, tam-tam giapponesi (ad libitum)
- arpa
- archi

Da suonare sul palco:
- campanella, campane tubolari, campanelli giapponesi, viola d'amore, fischi d'uccelli, tam-tam, tam-tam grave

Da notare che la campanella sul palco viene suonata da Suzuki durante la preghiera "E Izagi ed Izanami", all'inizio del secondo atto.

La viola d'amore serve a sostenere discretamente l'intonazione del coro (che in quest'opera esclude le voci gravi maschili) durante il celebre "coro a bocca chiusa".

I fischi d'uccelli vengono eseguiti di solito su appositi strumenti simili a soffietti muniti di fischietti chiamati cucu.

## Accoglienza e critica
"Fiasco!" Con questa parola il critico musicale della Perseveranza, G. B Nappi ha iniziato il commento della prima rappresentazione di Madama Butterfly al Teatro alla Scala il 17 febbraio 1904. Ha continuato dicendo: "La brutta parola del frasario teatrale deve quest'oggi con mio grande rammarico scriverla per la nuova opera di Giacomo Puccini". Anche Il Secolo, giornale a quel tempo rivale definì "crudo" il termine usato ma confermo "schiacciante l'esito disastroso dell'opera" e aggiunge a seguito del ritiro della rappresentazione: "Una seconda rappresentazione sarebbe stata uno scandalo e avrebbe provocato una reazione del pubblico milanese; l'opera è morta: parce sepulto. I giornali hanno riportato la magnificenza del Teatro il tutto esaurito e la gremita partecipazione di critica italiana e straniera e di musicisti. I giornali hanno dato spazio alle critiche accese durante la stessa rappresentazione.
Esiste però un'altra opinione, la rivista della Casa Ricordi Musica e Musicisti di Giulio Ricordi "Grugniti, boati, muggiti, barriti, sghignazzate, i soliti gridi solitari di bis fatti apposta per eccitare ancora più gli spettatori, ecco, sinteticamente, quale è l'accoglienza che il pubblico dalla Scala fa al nuovo lavoro del maestro Giacomo Puccini. Lo spettacolo che si ha nella sala pare altrettanto bene organizzato quanto quello del palcoscenico: iniziò esso pure col principiare dell'opera".
A distanza di anni su un articolo del Corriere della Sera, sezione Spettacolo, del 7 dicembre 2016 di Gian Mario Benzing viene riportata la critica di allora sottolineando quanto ciò che in quegli anni era stato criticato sono le caratteristiche che il pubblico attuale tanto ama.
L'autore dell'articolo riporta una luce positiva rispetto alle critiche dell'epoca, citando dei versi scritti dallo stesso Giovanni Pascoli dedicati al maestro Puccini: «Vola, vola farfallina,/ a cui piangeva tanto il cuore/ e hai fatto piangere il tuo cantore.../ Canta, canta farfallina,/ con la tua voce piccolina,/ col tuo stridere di sogno,/ fievole come il sonno,/ soave come l’ombra,/ dolce come una tomba,/ all’ombra dei bambù /a Nagasaki e a Cefù». In questo articolo viene riportata un'altra opinione fuori dal coro di Giovanni Pozza sul Corriere della Sera: «Io persisto nel credere che l’opera, abbreviata e alleggerita, si riavrà. Troppo belle pagine vi sono sparse, di troppa eleganza, e leggiadra la sua fattura», che effettivamente si realizzerà come lo stesso Puccini prevedeva.

## Arie famose
- Dovunque al mondo, aria di Pinkerton (atto primo)
- Quanto cielo! Quanto mar!, entrata di Butterfly con coro femminile (atto primo)
- Viene la sera … Bimba dagli occhi pieni di malìa … Vogliatemi bene, un ben piccolino, duetto tra Butterfly e Pinkerton (atto primo)
- Un bel dì, vedremo (atto secondo)
- Coro a bocca chiusa (atto secondo)
- Addio fiorito asil (atto terzo)
- Tu, tu piccolo Iddio! (atto terzo)

## Incisioni in studio
| Anno | Cast (Cio Cio-san, Pinkerton, Suzuki, Sharpless)                            | Direttore             | Etichetta                                 |
| ---- | --------------------------------------------------------------------------- | --------------------- | ----------------------------------------- |
| 1929 | Rosetta Pampanini, Alessandro Granda, Conchita Velasquez, Gino Vanelli      | Lorenzo Molajoli      | Columbia/Arkadia                          |
| 1930 | Margaret Burke Sheridan, Lionel Cecil, Ida Mannarini, Vittorio Weinberg     | Carlo Sabajno         | La voce del padrone/Romophone             |
| 1939 | Toti Dal Monte, Beniamino Gigli, Vittoria Palombini, Mario Basiola          | Oliviero De Fabritiis | La voce del padrone/Arkadia/Naxos Records |
| 1949 | Eleanor Steber, Richard Tucker, Jean Madeira, Giuseppe Valdengo             | Max Rudolf            | Sony Masterworks                          |
| 1951 | Renata Tebaldi, Giuseppe Campora, Nell Rankin, Giovanni Inghilleri          | Alberto Erede         | Decca Records                             |
| 1954 | Victoria de los Ángeles, Giuseppe Di Stefano, Anna Maria Canali, Tito Gobbi | Gianandrea Gavazzeni  | His Master's Voice/RCA Victor             |
| 1955 | Maria Callas, Nicolai Gedda, Lucia Danieli, Mario Borriello                 | Herbert von Karajan   | EMI Classics                              |
| 1957 | Anna Moffo, Cesare Valletti, Rosalind Elias, Renato Cesari                  | Erich Leinsdorf       | RCA Victor                                |
| 1958 | Renata Tebaldi, Carlo Bergonzi, Fiorenza Cossotto, Enzo Sordello            | Tullio Serafin        | Decca Records                             |
| 1959 | Victoria de los Ángeles, Jussi Björling, Miriam Pirazzini, Mario Sereni     | Gabriele Santini      | EMI Classics                              |
| 1962 | Leontyne Price, Richard Tucker, Rosalind Elias, Philip Maero                | Erich Leinsdorf       | RCA Victor                                |
| 1966 | Renata Scotto, Carlo Bergonzi, Anna Di Stasio, Rolando Panerai              | John Barbirolli       | EMI Classics                              |
| 1974 | Mirella Freni, Luciano Pavarotti, Christa Ludwig, Robert Kerns              | Herbert von Karajan   | Decca Records                             |
| 1976 | Montserrat Caballé, Bernabé Martí, Silvana Mazzieri, Franco Bordoni         | Armando Gatto         | Discos Columbia S.A.                      |
| 1977 | Renata Scotto, Plácido Domingo, Gillian Knight, Ingvar Wixell               | Lorin Maazel          | Sony Masterworks                          |
| 1987 | Mirella Freni, José Carreras, Teresa Berganza, Juan Pons                    | Giuseppe Sinopoli     | Deutsche Grammophon                       |
| 2008 | Angela Gheorghiu, Jonas Kaufmann, Enkelejda Shkosa, Fabio Capitanucci       | Antonio Pappano       | EMI Classics                              |

### DVD
- Madama Butterfly - Herbert von Karajan/Mirella Freni/Plácido Domingo/Christa Ludwig, regia Jean-Pierre Ponnelle, 1974 Deutsche Grammophon
- Madama Butterfly - Rajna Kabaivanska/Nazzareno Antinori/Eleonora Jankovic/Lorenzo Saccomani, 1983 Kultur/RAI
- Madama Butterfly - Fiorenza Cedolins/Pietro Ballo/ regia Henning Brockhaus / direttore Massimo de Bernart, registrazione live per Rai 2, 1999 Macerata Opera Festival
- Madama Butterfly - Fiorenza Cedolins/Marcello Giordani/Juan Pons/Daniel Oren, regia Franco Zeffirelli, Arena di Verona 2004, Arthaus Musik
- Madama Butterfly (DNO, 2003) - Edo de Waart/Robert Wilson, Opus Arte
- Madama Butterfly (Hamburg State Opera, 2012), Arthaus Musik
- Madama Butterfly (La Scala, 1986) - Anna Caterina Antonacci/Giorgio Zancanaro/Lorin Maazel, Arthaus Musik
- Madama Butterfly (Opera Australia, 2012), EPC Distribution
- Madama Butterfly (Sferisterio Opera Festival, 2009) - Claudio Sgura, regia Pier Luigi Pizzi, C Major